# Nguyễn Thế Anh (cầu thủ bóng đá, sinh 1981)
Nguyễn Thế Anh (sinh ngày 21 tháng 9 năm 1981) là một huấn luyện viên và cựu cầu thủ bóng đá người Việt Nam chơi ở vị trí thủ môn. Ông hiện đang làm huấn luyện viên thủ môn tại câu lạc bộ Hà Nội.

## Sự nghiệp
Nguyễn Thế Anh bắt đầu tập bóng đá ở lứa trẻ Quân khu 4, tham gia đội U-18 Quốc gia khu vực phía Bắc, sau đó là đầu quân cho đội Sông Lam Nghệ An. Mới 18 tuổi, Thế Anh với lối chơi xông xáo kĩ thuật bắt bóng điêu luyện đã nhanh chóng được các huấn luyện viên chú ý ngay mùa đầu tiên. Sau giải, ông đã được gọi vào đội dự tuyển quốc gia. Năm 2002 khi đang thi đấu cho Hà Nội ACB tại giải hạng Nhất, ông được huấn luyện viên Henrique Calisto triệu tập vào đội tuyển quốc gia Việt Nam tham dự Tiger Cup 2002, nhưng phần lớn thời gian ở giải này ông bắt dự bị cho thủ thành Trần Minh Quang. Mãi đến LG Cup 2003 và SEA Games 22, tên tuổi của thủ môn Thế Anh mới bắt đầu được biết đến trong tiềm thức người hâm mộ bóng đá nước nhà dưới thời HLV Alfred Riedl.
Năm 2015, Thế Anh giải nghệ và ngay lập tức được tín nhiệm đề bạt lên làm huấn luyện viên thủ môn đội tuyển U-16 Việt Nam, trước khi từng bước khẳng định ở các cấp độ tiếp theo tới U-23 và tuyển quốc gia Việt Nam dưới thời huấn luyện viên Park Hang-seo. Ông hiện đang có bằng A của Liên đoàn bóng đá châu Á (AFC) và bằng level 2 với huấn luyện viên thủ môn.
Đầu năm 2022, Nguyễn Thế Anh chính thức ra mắt câu lạc bộ Hà Nội với vai trò huấn luyện viên thủ môn của đội bóng.

## Đời sống cá nhân
Tháng 10 năm 2006, Thế Anh lập gia đình với bạn gái Hồng Nhung. Sau khi giải nghệ vào năm 2015, ngoài việc theo học các lớp huấn luyện viên, Thế Anh còn đầu tư các cụm sân cỏ nhân tạo ở Bình Dương và Nghệ An. Tháng 4 năm 2019, ông cùng với bạn bè đã cho ra đời Học viện bóng đá Sài Gòn (SFA) tại Trung tâm Thể dục Thể thao KDC Trần Thái, huyện Nhà Bè, Thành phố Hồ Chí Minh sau một thời gian dài mở mô hình dạy bóng đá cho các em nhỏ mê bóng đá.